# Gazala
Gazala o Ain el Gazala (àrab: عين الغزالة, ʿAyn al-Ḡazāla, literalment ‘Font de la Gasela’) és una petita població de Líbia, a la Cirenaica, a la costa del nord-est del país. Està a uns 60 km a l'oest de Tobruk.
A finals de la dècada dels 1930, durant l'ocupació italiana de Líbia, hi hagué un camp de concentració.

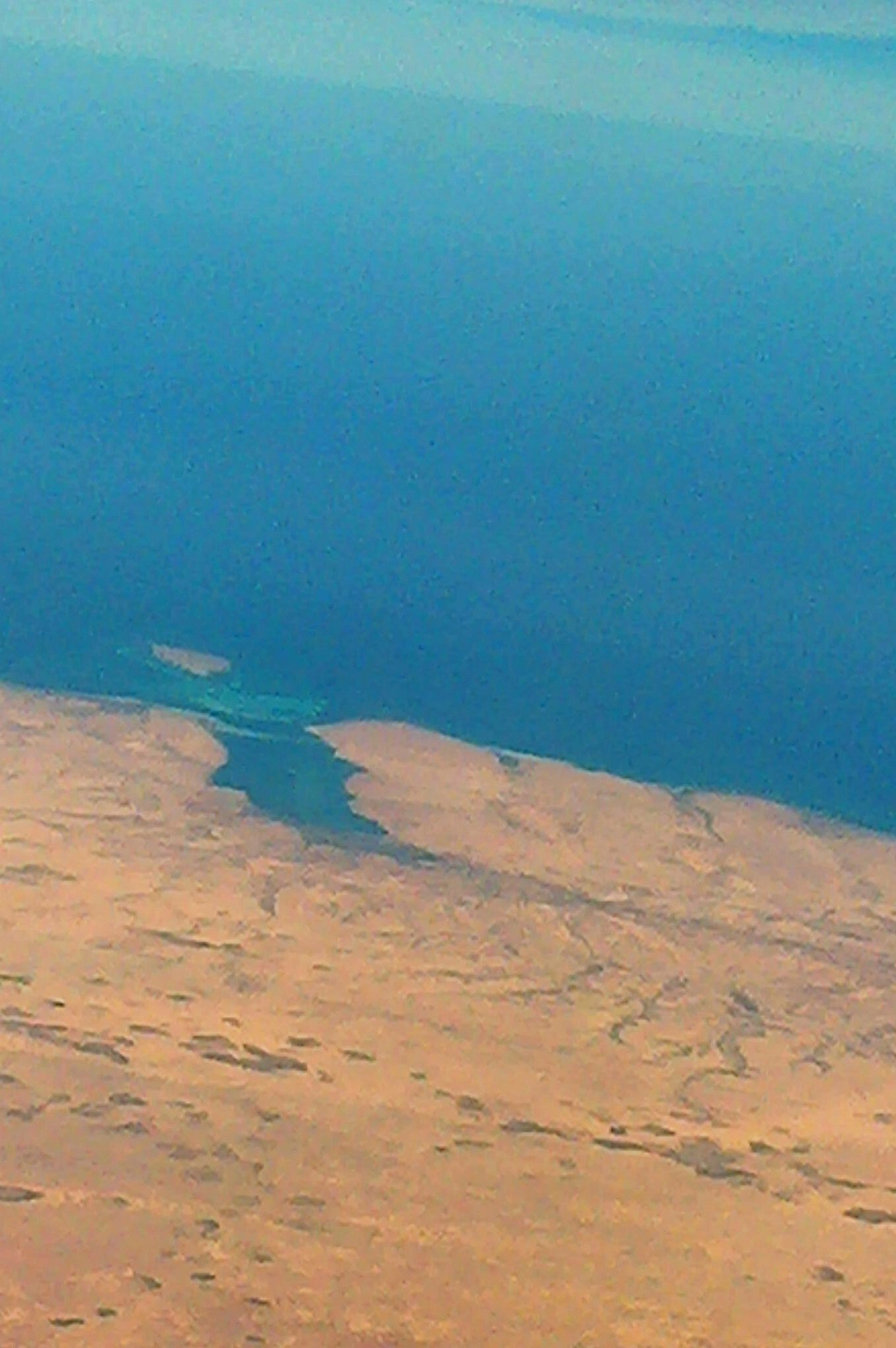
Una badia i illot prop d'Ain el Gazala

Gazala és coneguda per una important batalla durant la Segona Guerra Mundial que, de maig a juny de 1942, va enfrontar les tropes alemanyes dirigides per Erwin Rommel i les aliades dirigides per Neil Ritchie. El resultat va ser que les tropes de l'Eix van guanyar i van poder capturar Tobruk el 21 de juny de 1942.